# Petar Gračanin
Petar Gračanin (kyrillisch: Петар Грачанин; * 22. Juni 1923 in Jagodina, Königreich Jugoslawien; † 27. Juni 2004 in Belgrad, Serbien und Montenegro) war ein jugoslawischer bzw. serbischer Politiker und General der Jugoslawischen Volksarmee. 

## Militärische Karriere
Im Juli 1941 schloss er sich den jugoslawischen Partisanen an. Nach der Bildung der 2. Proletarischen Brigade im März 1942 war er zunächst Mitglied und später Kommandant eines Bataillons. 1942 wurde er als Mitglied des kommunistischen Jugendverbandes in den Bund der Kommunisten Jugoslawiens aufgenommen. 1943 wurde er in seinen ersten militärischen Dienstgrad befördert. Im April 1944 wurde er verwundet und nach Italien versetzt. 1945 wurde er Stabschef für das Verwaltungszentrum Morava. Ein Jahr später, 1946, wurde er Kommandeur einer Panzerbrigade, Stabschef, stellvertretender Kommandeur einer Panzerdivision und Stabschef der Panzer-Mechanikeinheiten des Schulzentrums. Er absolvierte die Höhere Militärakademie.
Im Bundessekretariat für Volksverteidigung war er Sektionschef und Stabschef der Sektion für Persönliche Befugnisse. In der 7. Armee war er Stabschef und stellvertretender Kommandant. Er war auch Stabschef der Akademie des Kommandohauptquartiers (1974–78) und wurde später Kommandeur der 1. Armee. 1978 und 1982 wurde er zum Mitglied des Zentralkomitees des Bundes der Kommunisten Jugoslawiens gewählt.
1970 wurde er zum Generalmajor, 1974 zum Generalleutnant und 1978 zum Generaloberst befördert. Vom 5. Mai 1982 bis zum 1. September 1985 war er Chef des Generalstabs der Jugoslawischen Volksarmee.
Sein aktiver Militärdienst endete am 31. Dezember 1985. 
Während des Zehn-Tage-Krieges mit Slowenien befand sich Gračanin auf einem Luftwaffenstützpunkt in der Nähe von Ljubljana. Nachdem die Truppen vom Generalstab zum Rückzug aus Slowenien befohlen wurden, flog Gračanin nach Belgrad zurück. Slobodan Milošević beförderte ihn 1999 in den Rang eines Reservegenerals der Armee der Bundesrepublik Jugoslawien.

## Politische Karriere
Nach seiner militärischen Karriere bekleidete er hohe staatliche Positionen. Er war Nachfolger von Ivan Stambolić als Präsident der sozialistischen Teilrepublik Serbien (1987–89). Sein Nachfolger wurde Slobodan Milošević, der aber schon zuvor die Politik des Landes wesentlich beeinflusste. Gračanin wurde anschließend Innenminister (1989–92).
| Personendaten    | Personendaten                                        |
| ---------------- | ---------------------------------------------------- |
| NAME             | Gračanin, Petar                                      |
| KURZBESCHREIBUNG | jugoslawischer bzw. serbischer Politiker und General |
| GEBURTSDATUM     | 22. Juni 1923                                        |
| GEBURTSORT       | Jagodina, Königreich Jugoslawien                     |
| STERBEDATUM      | 27. Juni 2004                                        |
| STERBEORT        | Belgrad, Serbien und Montenegro                      |